# Andrzej Muszyński
Andrzej Muszyński (ur. 1984 w Krzykawie) – polski pisarz, reportażysta, podróżnik i poeta.
Absolwent prawa na Uniwersytecie Jagiellońskim.   
Pierwszy laureat Stypendium Fundacji Herodot im. Ryszarda Kapuścińskiego w 2012. Laureat Międzynarodowego Festiwalu Opowiadania we Wrocławiu w 2012. Nominowany do: Nagrody im. Beaty Pawlak 2013 za zbiór reportaży Południe, Nagrody Literackiej Gdynia 2014 za zbiór opowiadań Miedza, Nagrody im. Beaty Pawlak 2015 za reportaż o Birmie Cyklon, Paszportu Polityki za rok 2015 oraz Nagrody Literackiej Gdynia 2016 za powieść Pokrzywdzie. Laureat nagrody Krakowska Książka Miesiąca (czerwiec 2022) za książkę Dom ojców.  
Opowiadania publikował w Akcencie, Res Publice Nowej, Twórczości, Wyspie i Znaku a wiersze w Akcencie i Toposie. Jest laureatem nagród podróżniczych: Kolos 2012 za wyprawę w Himalaje Birmańskie i Nagrody im. Andrzeja Zawady w 2013 na projekt wyprawy do północnej Birmy (w wyniku realizacji wyprawy powstał reportaż Cyklon). Inne jego osiągnięcia podrożnicze to m.in.: samotne pokonanie pustyni Atacama w 2008 oraz wspinaczka nową drogą na szczyt Chaupi Orco na granicy Peru i Boliwii.  

## Książki
- Południe (Wydawnictwo Czarne, Wołowiec 2013)
- Miedza (Wydawnictwo Czarne, Wołowiec 2013)
- Cyklon (Wydawnictwo Czarne, Wołowiec 2015)
- Podkrzywdzie (Wydawnictwo Literackie, Kraków 2015)
- Fajrant (Wydawnictwo Literackie, Kraków 2017)
- Bez, ballada o Joannie i Władku z jurajskiej doliny) (Wydawnictwo Literackie, Kraków 2020)
- Dom ojców (Wydawnictwo Czarne, Wołowiec 2022)